# Elgiva connexa
Elgiva connexa är en tvåvingeart som först beskrevs av Steyskal 1954.  Elgiva connexa ingår i släktet Elgiva och familjen kärrflugor. Inga underarter finns listade i Catalogue of Life.